# Hanno Müller-Brachmann
Hanno Müller-Brachmann (ur. w 1970 w Niemczech) – niemiecki śpiewak, bas-baryton.
Pierwsze doświadczenia muzyczne zdobywał w chórze chłopięcym w Bazylei. Studiował pedagogikę wokalną we Fryburgu Bryzgowijskim u Ingeborg Most. Uczył się także w klasie pieśni Dietricha Fischer-Dieskaua w Berlinie, gdzie przebywał na stypendium. W ramach dyplomu koncertowego śpiewał w oratorium "Eliasz" Mendelssohna. Później studiował u Rudolfa Piernaya w Mannheim.
Odkryty przez Daniela Barenboima jeszcze jako bardzo młody śpiewak rozpoczął występy w berlińskiej Staatsoper, gdzie wykonywał wiele partii ze światowego repertuaru. Gościnnie występował w Salzburgu, San Francisco, Monachium, Wiedniu i Modenie.
Od roku 2006 prowadzi swoją klasę śpiewu w Hochschule für Musik Hanns Eisler.

## Dyskografia
- Papageno w Czarodziejskim flecie (CD w DGG)
- Guglielmo w Così fan tutte (DVD w TDK)
- Partia basowa w Requiem Mozarta (CD w HM)
- Partia basowa w La Passione di Nostro Signore Gesù Cristo Salieriego (CD w Capriccio)